# 마츠이 유세이
마츠이 유세이(일본어: 松井 優征, 1979년 1월 31일 - )는 일본의 만화가이다. 사이타마현의 이루마시에서 태어났으며, 남성이다.

## 경력
2001년에 《러빙 데드》(일본어: ラビングデッド)로 제51회 덴카이치 만화상(天下一漫画賞) 심사원 특별상(審査員特別賞)을 수상하였다. 2004년 《마인탐정 네우로》(魔人探偵脳噛ネウロ)로 제12회 점프 12걸 신인만화상(ジャンプ十二傑新人漫画賞)에 준입선(準入選)과 동시에 만화가 데뷔하였다. 이 작품을 토대로 이듬해부터 일본의 만화잡지 주간 소년 점프(週刊少年ジャンプ, 슈에이샤)에서 동명의 작품을 연재하기 시작한다. 《마인탐정 네우로》는 2007년 10월부터 2008년 3월에 걸쳐 애니메이션화되었다.
2009년 《마인탐정 네우로》를 완결하고, 같은 슈에이샤의 만화 잡지 《점프 스퀘어 SQ》(ジャンプSQ) 7월호에 단편 '이혼조정'(離婚調停)을 게재하였다. 2010년에는 슈에이샤의 만화 잡지 《소년 점프 NEXT!》(少年ジャンプNEXT!) 2010 SPRING에 단편 '마츠이 유세이가 우파루파를 먹는 기획'(일본어: 松井優征がウーパールーパーを食べる企画)을 발표하였다. 2011년에는 《소년 점프 NEXT》2011 SUMMER 호에서 단편 '도쿄 백화점 전쟁 체험기'를 발표한다.
"'학생들이 일제히 선생님을 향해 총을 쏘는 장면'이 떠오른" 것을 계기로 작품을 구상하여, 《주간 소년 점프》 2012년 31호에 《암살교실》(暗殺教室)의 연재를 시작한다. 《암살교실》은 연재 초기부터 높은 인기를 얻는데 성공했다. 일본의 방송사 후지 테레비 계열(フジテレビ系列)에서 애니메이션화되어, 2015년 1월부터 제1기, 2016년 1월부터 제2기가 방영되었다. 또한 2015년 3월에는 본작의 극장판 제1기가, 이듬해 3월에는 제2기가 상영된다.
2016년에 자신의 이름을 건 마츠이 유세이 만화상(松井優征漫画賞)을 《소년 점프+》(少年ジャンプ+)의 만화 투고 서비스 '소년 점프 루키'(少年ジャンプルーキー)에 창설했다.
2021년 자신의 첫 번째 역사물 《도망을 잘 치는 도련님》(逃げ上手の若君)을 주간 소년 점프 8호부터 연재 시작하였다. 본작은 2024년에 애니메이션화되었으며, 같은 해에 제69회 소학관 만화상(小学館漫画賞)을 수상하였다.

## 작품에 대하여
마츠이가 밝힌 바에 따르면, 어린 시절 가지 구릉(加治丘陵)을 뛰어놀았던 기억이 작품으로 태어난 것이라고 한다.
익센트릭(eccentric), 즉 색다르다 못해서 괴이하게까지 느껴지는 설정이나 화면 만들기 등 오리지널리티를 중시하는 작풍이 많다. 반면으로 베타(왕도적) 전개를 아주 좋아해서 "어디까지나 (왕도적인 전개를) 빛나게 하기 위한 것"이라고도 한 적이 있다.
 마츠이 본인에 따르면 예정 외의 캐릭터를 투입, 출연시키는 등의 전개는 경험해 본 적이 없다고 한다.
기본적인 그림 실력에 관해서는 미숙한 부분도 있어서 문이 열리는 방향이 칸마다 반대로 되어 있다거나, 손가락이 6개로 그려져 있다거나, 물건의 손잡이가 반대로 되어 있는 등의 전형적인 작화 미스를 빈번히 일으킨다(대부분은 단행본 수록 때에 수정되어 있다). 본인도 이 점을 자각하고 있어서 "내 그림은 엉성하고 대충대충 거칠게 그려져 있다"라고 하였으며, "잘 그리는 사람은 그릴 수 없는 그림을 이상으로 하고 있다"라고 이야기하기도 했다.
《마인탐정 네우로》 연재 당시 마츠이의 담당 편집자였던 나카노 히로유키(中野博之)에 따르면, 마츠이는 작중 대사에 대해 강한 고집을 가지고 있다고 한다. 또한 나카노가 체크한 마츠이의 네임(콘티)에는 그림이 없고 대사만 그려져 있어서 거기에 어떠한 그림을 그릴지는 마츠이의 판단에 맡겼지만, 아슬아슬한 패러디나 너무 무서운 그림 등, 드물게 생각지 못한 다른 그림이 그려져 있는 경우에는 다시 그리도록 하기도 했다고 한다.
《마인탐정 네우로》 연재 때에 '상품으로서 성립할 수 있도록, 책임감 있게 마치는 것'을 작품 연재에 있어 제일 목표로 했다. 때문에, 몇 권분까지 연재를 받게 되면 그것을 어떻게 끝낼 것인가, 하는 개요를 미리 몇 가지씩 패턴을 생각해 두고 연재에 임했다고 한다. 《암살교실》의 경우에도 "연재 길이에 상관없이 책임감 있게 마무리하겠다"고 밝혀 비슷한 조치를 취하고 있음을 시사했다.
또한 내리 세 작품이 연달아 애니메이션으로 제작되고, 단행본 10권 이상을 기록하고 있는 것은 점프 작가로써는 마츠이가 사상 최초이다.

## 데뷔 전의 평가
마인탐정 네우로
(2004년 3월기) 점프 12걸 신인만화상(심사원: 카와시타 미즈키) 준입선작(準入選作)
그 독창성과 뛰어난 연출력으로 캐릭터 오리지널리티에 ◎, 스토리와 연출에 ◯라는 높은 평가를 받았고, 12걸 신인만화상 첫 준입선을 수상하였다.
결과적으로 이 작품이 마츠이의 데뷔작이자 첫 연재가 되었고, 크게 히트를 치게 되었다.
『사커』(サッカー)
제4회(2003년 8월기) 12걸 신인만화상(심사원: 코노미 타케시) 최종후보작
오리지널리티에 ◯을 받았다. 주인공의 매력과 설정의 아이디어 부분에서 평가를 받았지만 한편으로 만력(画力)에 관해서는 「그냥저냥」이라는 평가에 그쳤다.
리빙데드
제51회(2000년 10월기) 덴카이치 만화상(심사원: 스즈키 나카바) 특별상 수상작
구성력, 연출력, 오리지널리티에 ◯을 받았다. 「읽게 만드는 힘」(読ませる力)이나 센스를 높게 평가받았지만, 마지막 스토리의 어두움이나 만력이 약점이라는 평가도 받았다. 한편으로 부편집장(당시) 사사키 히사시(佐々木尚)의 코멘트로 "그림은 완전히 글렀고 컷 분할은 그저그런 적당한 수준인데 강렬하게 빛나는 재능이 있다. 개인적으로는 입선을 추천한다"(絵は全然ダメだしコマ割は適当だが、強烈に光る才能がある。個人的には入選に推した)라는 평가를 받았다.
훗날 기획 만화 『편집자가 제대로 하는 게 뭐야!』(編集者なんてろくなもんじゃない！)에서 "(가져갔을 때는 편집자로부터 시큰둥한 반응이었는데) 그 달의 월례상에서 비교적 이의가 없이 톱상이었습니다"(その月の月例賞でわりと文句なしにトップ賞でした」と本人が語っている)라고 마츠이 본인이 밝혔다.

## 기타
2022년 점프 신세계 만화상(JUMP新世界漫画賞)의 심사위원을 맡아 출품작들에 대한 총평으로, "전체적으로 레벨이 높긴 한데 후지모토 타츠키 선생님의 영향을 받은 듯한 '1화 완결'식 휴먼 드라마 작품이 많고, 그것밖에 없다고 그만 질려버렸습니다. 자신이 저 많은 이들 가운데서 눈에 띄려면 어떻게 하면 좋을지, 어떤 색깔의 만화를 그려야 할지 같은 자기 프로듀싱을 좀 고민하고, 오리지널리티를 연마해 나가는 것 역시 앞으로 만화가들에게 필요한 일이라고 생각합니다."라고 말하며 일본의 신인 만화가들이 후지모토의 작풍이나 연출 방식을 거의 흉내내고 따라하려고만 드는 듯한 풍조에 대해 일침하기도 했다.

### 내용주
1. ↑  제51회(2000년 10월기) 덴카이치 만화상(天下一漫画賞)에서는 21세, 제4회(2003년 8월기) 및 제12회(2004년 3월기)의 12걸 신인만화상에서는 모두 23세로 소개되었다. 2015년 3월 6일 SWITCH 인터뷰 기사에는 36세로 소개되어 있다.[1]
2. ↑  일본 사이타마 현(埼玉県) 이루마 시(入間市) ・ 한노 시(飯能市)와 도쿄 도(東京都) 오우메 시(青梅市)에 걸쳐 위치한 구릉 및 녹지를 가리킨다.
3. ↑  일본 만화계에서는 '네임'이 '콘티'를 의미한다. 좁은 의미로는 말풍선 안의 대사나 독백을 뜻한다. 영어 'name'의 '지정하다'라는 뜻에서 유래하였으며 만화의 대사를 미리 지정한다는 의미로 사용하던 용어가 점차 콘티의 의미로 변화했다고 한다.[9]